# Pseudeuclea cribrosa
Pseudeuclea cribrosa là một loài bọ cánh cứng trong họ Cerambycidae.